# Paige Jones
Paige Jones (Park City, 30 agosto 2002) è una saltatrice con gli sci statunitense.

## Biografia
Attiva in gare FIS dal settembre del 2018, la Jones ha esordito in Coppa del Mondo il 24 gennaio 2021 a Ljubno (31ª) e ai Campionati mondiali a Oberstdorf 2021, dove si è classificata 36ª nel trampolino normale, 39ª nel trampolino lungo, 10ª nella gara a squadre e 12ª nella gara a squadre mista; ai Mondiali di Planica 2023 si è piazzata 38ª nel trampolino normale, 10ª nella gara a squadre e 10ª nella gara a squadre mista e a quelli di Trondheim 2025 è stata 26ª nel trampolino normale, 23ª nel trampolino lungo, 7ª nella gara a squadre e 6ª nella gara a squadre mista.

## Palmarès

### Coppa del Mondo
- Miglior piazzamento in classifica generale: 45ª nel 2023